# 204e division d'infanterie (Empire allemand)
La 204e division d'infanterie  ou 3e division d'infanterie du Wurtemberg est une unité de l'armée allemande qui participe à la Première Guerre mondiale. Créée en juin 1916, elle comprend, à l'origine, des unités de l'armée saxonne et de l'armée wurtembergeoise. Elle est réorganisée en décembre 1916 pour ne plus inclure que des troupes du Wurtemberg. Elle passe la plus grande partie des années 1916 et 1917 sur le front des Flandres, elle est partiellement engagée vers Messines et occupe un secteur du front lors de la bataille de Passchendaele au cours du mois d'août 1917.
En 1918, la 204e division d'infanterie participe à l'offensive Michael, puis combat sur le Matz. Au cours de l'été et l'automne 1918, la division prend part aux combats défensifs de l'armée allemande vers Amiens pour atteindre Maubeuge. À la fin de la guerre, la division est rapatriée en Allemagne où elle est dissoute au cours de l'année 1919.

## Première Guerre mondiale

### Composition

#### 1916
- 407e brigade d'infanterie

413e régiment d'infanterie
414e régiment d'infanterie
- 408e brigade d'infanterie

415e régiment d'infanterie
416e régiment d'infanterie
- artillerie

407e régiment d'artillerie de campagne
408e régiment d'artillerie de campagne
- 404e compagnie de pionniers

#### 1917
- 407e brigade d'infanterie

413e régiment d'infanterie
414e régiment d'infanterie
120e régiment d'infanterie de réserve
- 204e commandement d'artillerie divisionnaire

27e régiment d'artillerie de campagne de réserve
- 4e escadron du 19e régiment d'uhlans
- 204e bataillon de pionniers

#### 1918
- 407e brigade d'infanterie

413e régiment d'infanterie
414e régiment d'infanterie
120e régiment d'infanterie de réserve
- 204e commandement d'artillerie divisionnaire

27e régiment d'artillerie de campagne de réserve
101e bataillon d'artillerie à pied
- 4e escadron du 19e régiment d'uhlans
- 204e bataillon de pionniers

### Historique

#### 1916
- juin - juillet : formation de la division par association de la 407e brigade cantonnée à Münsingen et de la 408e brigade cantonnée à Neuhammer ; regroupement des deux brigades au cours du mois de juillet.
- 27 juillet 1916 - 10 juin 1917 : occupation d'un secteur dans la région de Dixmude et de Bikschote jusqu'au 1er octobre, puis au sud-est du saillant d'Ypres. À la fin de 1916, la division est réorganisée : les 415e et 416e régiments d'infanterie sont transférés à la 212e division d'infanterie, tandis que le 120e régiment d'infanterie de réserve en provenance de la 58e division d'infanterie renforce la division[1].

février 1917 : repos dans la région de Gand.
mars - 10 juin : en ligne au sud-est d'Ypres. À partir du 7 juin, engagée partiellement dans la bataille de Messines, la division souffre particulièrement de la préparation d'artillerie britannique.

#### 1917
- 10 - 20 juin : retrait du front et repos dans la région de Geluveld.
- 21 juin - 7 juillet : transport par VF dans la région de Sarrebourg, repos.
- 8 - 20 juillet : transport par VF à l'ouest de Bâle en Alsace ; repos.
- 21 juillet - 15 août : occupation d'un secteur du front au nord du canal du Rhône au Rhin.
- 16 août - 13 septembre : retrait du front, transport par VF en Belgique. Occupation d'un secteur du front vers Saint-Julien au sud-est de Poelcappelle lors de la bataille de Passchendaele, pas d'engagements importants durant cette période.
- 14 septembre - 13 novembre : retrait du front, repos puis à partir du 24 septembre occupation d'un secteur du front vers Cambrai vers Boursies et Demicourt.
- 14 novembre 1917 - 28 février 1918 : retrait du front et mouvement dans les Flandres. Occupation d'un secteur du front en alternance avec la 58e division d'infanterie au nord de Poelkapelle[1].

#### 1918
- 28 février - 21 mars : retrait du front, repos dans la région de Lille. Des éléments de la division sont en ligne dans le secteur de Fromelles le 9 mars et d'autres éléments participent à une action locale le 13 mars sur La Boutillerie à Fleurbaix.
- 21 mars - 1er avril : placée en réserve lors de l'offensive Michael, la division progresse par étapes, elle atteint Douai le 27 mars.

29 mars : en soutien vers Vitry-en-Artois.
30 mars : mouvement vers la ligne de front au sud de la Somme pour atteindre Inchy-en-Artois, Péronne puis Assevillers, Rosières-en-Santerre et le sud de Moreuil.
- 1er avril - 11 mai : en première ligne dans le secteur de Braches et dans le secteur de Sauvillers.
- 12 mai - 5 juin : retrait du front et repos dans la région de Chaulnes.
- 6 - 12 juin : mouvement en direction de Lassigny et de Noyon, engagée à partir du 9 juin dans la bataille du Matz au sud de Ribécourt-Dreslincourt près de Béthancourt.
- 13 - 18 juin : retrait en seconde ligne ; repos.
- 19 juin - 1er août : en ligne dans le secteur de Vignemont et d'Antheuil-Portes, relevée le 1er août par la 54e division d'infanterie[1].
- 1er - 8 août : repos dans la région de Lassigny.
- 9 août - 3 septembre : mouvement vers Damery, la division est engagée à partir du 10 août dans les combats de la bataille d'Amiens. Repli défensif de la division devant la poussée des troupes alliées par Damery vers Goyencourt, les combats sont très violents et très couteux en vies humaines.
- 4 septembre - 3 octobre : retrait du front, transport par VF en Lorraine ; repos et reconstitution de la division dans la région de Blâmont.
- 4 - 18 octobre : transport par VF vers Bertry, en ligne à partir du 8 octobre dans la région du Catelet, les jours suivants la division se replie en combattant devant la poussée des troupes alliées successivement par Prémont, Maretz, Saint-Souplet et Catillon-sur-Sambre[n 1].
- 18 - 22 octobre : retrait du front, repos.
- 23 octobre - 11 novembre : en ligne dans la région du Cateau ; puis à partir du 5 novembre, repli par Le Favril, Limont-Fontaine pour atteindre Maubeuge[2]. Après la signature de l'armistice, la division est transférée en Allemagne où elle est dissoute en 1919.

## Chefs de corps
| Grade           | Nom               | Date                             |
| --------------- | ----------------- | -------------------------------- |
| Generalleutnant | Hermann von Stein | 20 juillet 1916 - 2 janvier 1919 |